# Zhao Hongbo
Zhao Hongbo (kinesiska: 赵宏博), född 22 september 1973 i Harbin, Heilongjiang, är en kinesisk konståkare.
Tillsammans med sin fru Shen Xue har han tagit tre olympiska medaljer i paråkning, brons i OS 2002 i Salt Lake City, brons i OS i Turin 2006 och guld i OS 2010 i Vancouver, det första kinesiska olympiska konståkningsguldet.
Paret är även trefaldiga världsmästare (2002, 2003 och 2007), och anses av många bedömare vara ett av de bästa konståkningsparen genom tiderna.

## Personligt
Shen och Zhao förlovade sig efter konståknings-VM 2007 och gifte sig kort därefter. De drog sig tillbaka från tävlandet, men återkom och vann det olympiska guldet 2010. Paret bor och verkar som tränare i Shenzhen, Guangdong.